# 영양사
영양사(營養士)는 식생활에 대해서, 영양에 관한 지도를 과학적으로 하는 사람을 말한다. 대한민국에서는 "국민영양관리법"에서 영양사의 면허, 업무 등에 대해서 규정하고 있다.

## 같이 보기
- 보건식
- 식품과학
- 동종 건강 전문가